# Owls de Columbus
Les Owls de Columbus  sont une franchise de hockey sur glace ayant évolué dans la Ligue internationale de hockey.

## Historique
L'équipe a été créée en 1973 à Columbus en Ohio à la suite de la vente des Golden Seals de Columbus. L'équipe évolua dans la LIH durant quatre saisons avant d'être relocalisé en 1977 pour devenir les Owls de Dayton.

### Saisons en LIH
Note : PJ : parties jouées, V : victoires, D : défaites, N : matchs nuls, DP : défaite en prolongation, DF : défaite en fusillade, Pts : Points, BP : buts pour, BC : buts contre, Pun : minutes de pénalité
| Saison    | PJ | V  | D  | N  | Pts | Classement             | Séries éliminatoires | Entraîneur  |
| --------- | -- | -- | -- | -- | --- | ---------------------- | -------------------- | ----------- |
| 1973-1974 | 76 | 40 | 34 | 2  | 82  | 2e place, division Sud | n/d                  | Moe Bartoli |
| 1974-1975 | 76 | 40 | 32 | 4  | 84  | 2e place, division Sud | n/d                  | Moe Bartoli |
| 1975-1976 | 78 | 24 | 47 | 7  | 55  | 4e place, division Sud | Non qualifiés        | Moe Bartoli |
| 1976-1977 | 78 | 28 | 35 | 15 | 71  | 4e place, division Sud | défaite en 1re ronde | Moe Bartoli |